# Belawa
Belawa (nep. बेलवा) – gaun wikas samiti w zachodniej części Nepalu w strefie Bheri w dystrykcie Bardiya. Według nepalskiego spisu powszechnego z 2001 roku liczył on 2015 gospodarstw domowych i 12234 mieszkańców (6091 kobiet i 6143 mężczyzn).